# Team Fakta
Team Fakta var et dansk cykelhold der var et aktivt cykelhold fra 1999 til 2003.

## Holdet

### 2003
| Trup 2003           | Trup 2003          | Trup 2003                             | Trup 2003 |
| Rytter              | Fødselsdag         | Seneste hold                          |           |
| ------------------- | ------------------ | ------------------------------------- | --------- |
| Allan Bo Andresen   | 19. februar 1973   | Fakta (1999)                          |           |
| Kurt-Asle Arvesen   | 9. februar 1975    | Amica Chips-Tacconi Sport (2000)      |           |
| Magnus Bäckstedt    | 30. januar 1975    | Crédit Agricole (2001)                |           |
| Lars Bak            | 16. januar 1980    | UC Trevigiani (2001)                  |           |
| Thomas Grönqvist    | 2. oktober 1975    | Amore & Vita-Beretta (2002)           |           |
| Frank Høj           | 4. januar 1973     | Team Coast (2002)                     |           |
| Allan Johansen      | 14. juli 1971      | Memory Card-Jack & Jones (2000)       |           |
| René Jørgensen      | 26. juli 1975      | CSC-Tiscali (2001)                    |           |
| Fredrik Modin       | 5. april 1980      |                                       |           |
| Jacob Moe Rasmussen | 19. januar 1975    | CSC-Tiscali (2001)                    |           |
| Bjarke Nielsen      | 10. februar 1976   | CSC-Tiscali (2002)                    |           |
| Jørgen Bo Petersen  | 11. april 1970     | Ville de Charleroi-New Systems (2000) |           |
| Michael Reihs       | 25. april 1979     | Phonak Hearing Systems (2002)         |           |
| Werner Riebenbauer  | 7. juli 1974       | Nürnberger Versicherung (2002)        |           |
| Martin Rittsel      | 28. marts 1971     | CSC-Tiscali (2002)                    |           |
| Michael Skelde      | 13. august 1973    | PSV Köln (1997)                       |           |
| Scott Sunderland    | 28. november 1966  | Palmans-Ideal (2000)                  |           |
| Bjørnar Vestøl      | 28. maj 1974       | Linda McCartney Cycling Team (2001)   |           |
| Julian Winn         | 23. september 1972 | Linda McCartney Cycling Team (1999)   |           |
|                     |                    |                                       |           |
| Kilde: UCI          |                    |                                       |           |

## Tidligere ryttere
| - Lars Bak - Nicki Sørensen - Kurt-Asle Arvesen - Scott Sunderland - Magnus Bäckstedt - Marc Stegger - Frank Høj - Mikael Kyneb - Bjørnar Vestøl - Jørgen Bo Petersen - Marcus Ljungqvist - Michael Skelde - Morten Sonne | - Roberto Lochowski - Peter Meinert-Nielsen - Martin Kryger - Lennie Kristensen - Danny Jonasson - Claus Holm - Allan Bo Andresen - Jakob Gram Nielsen - Jan Erik Østergaard - Jimmy Hansen - Mikkel Holm - Peter Sejer Nielsen |